# IXe gouvernement de la République (Espagne)
Seconde Républiqe espagnol
Lerroux III Lerroux IV
Le IXe gouvernement de la République est le gouvernement de la République espagnole en fonction le 28 avril 1934 au 4 octobre 1934.

## Composition
| Portefeuille                                         | Titulaires | Titulaires                        | Parti |
| ---------------------------------------------------- | ---------- | --------------------------------- | ----- |
| Président du Conseil                                 |            | Ricardo Samper                    | PRR   |
| Ministre d'État                                      |            | Leandro Pita                      | sans  |
| Ministre de la Justice                               |            | Vicente Cantos Figuerola (es)     | PRR   |
| Ministre de la Guerre                                |            | Diego Hidalgo y Durán             | PRR   |
| Ministre de la Marine                                |            | Juan José Rocha García            | PRR   |
| Ministre de l'Économie et des Finances               |            | Manuel Marraco Ramón (es)         | PRR   |
| Ministre du Gouvernement                             |            | Rafael Salazar Alonso (es)        | PRR   |
| Ministre de l'Instruction publique et des Beaux-arts |            | Filiberto Villalobos (es)         | PRLD  |
| Ministre des Travaux publics                         |            | Rafael Guerra del Río (es)        | PRR   |
| Ministre du Travail et de la Santé                   |            | José Estadella Arnó (es)          | PRR   |
| Ministre de l'Agriculture                            |            | Cirilo del Río Rodríguez (es)     | DLR   |
| Ministre de l'Industrie et du Commerce               |            | Vicente Iranzo (es)               | sans  |
| Ministre des Communications                          |            | José María Cid Ruiz-Zorrilla (es) | PAE   |